# 考姓
考姓是中文姓氏之一，是极为罕见的姓氏，并未列入《百家姓》中。此姓现今分布较广，北至辽宁昌图、盖县，内蒙古乌海、河北围场，山东平度，山西太原、运城等，南到福建清流、云南陇川、台湾等地都有分布。

## 起源
考姓最初见于《姓苑》，宋朝郑樵的《通志·氏族略》收有此姓。考姓一共有两种来源：
1. 出自子姓，由老成氏所改，为宋戴公之后。[注释 1]
2. 出自姬姓，以谥为姓氏，为周考烈王之后。

## 郡望
- 开封：《万姓统谱》有云：“开封有此姓。”

## 名人
- 考成子：东周时道家学者。

## 脚注
1. ↑  据《姓氏考略》的记载：“当系考成氏所改。”，“宋有老氏，出戴公，后有老成氏。”